# Alexandre de Licòpolis
Alexandre de Licòpolis o Alexandre Licopòlites (en llatí Alexander Lycopolites, en grec Ἀλέξανδρος Λυκοπολίτης), va ser un religiós que portava l'epítet de Licòpolis, per què era originari d'aquesta ciutat d'Egipte o per què en va ser bisbe. Era de formació grega, probablement adquirida a Alexandria.
Va escriure la seva obra a finals del segle iii. Primer era pagà, segons indica ell mateix, i va ser instruït en el maniqueisme per deixebles de Mani, però després, segons Foci de Constantinoble, es va convertir al cristianisme i va ser bisbe. Va escriure en grec el Tractatus de Placitis Manichaeorum (Tractat contra les opinions dels maniqueus). Aquest llibre expressa opinions estrictament filosòfiques, no religioses, i en algunes parts parla com un pagà, quan menciona "als déus" i no a Déu. La seva crítica es dirigeix no només contra el maniqueisme, sinó també de manera genèrica contra el cristianisme, on assenyala les insuficiències de la seva moral. Per ell, Jesucrist seria com un "Sòcrates dels pobres", però no un salvador. Sembla però, que no era hostil a les doctrines cristianes.
A la seva mort el va succeir a Licòpolis (probablement) Meleci.